# نئوگا (ایلینوی)
نئوگا، ایلینوی (به انگلیسی: Neoga, Illinois) یک شهر در ایالات متحده آمریکا با جمعیت ۱٬۹۰۰ نفر است که در ایلی‌نوی واقع شده‌است.